# Groton (Vermont)
Groton és una població dels Estats Units a l'estat de Vermont. Segons el cens del 2000 tenia 876 habitants.

## Demografia
Segons el cens del 2000, Groton tenia 876 habitants, 338 habitatges, i 252 famílies. La densitat de població era de 6,3 habitants per km².
Per edats la població es repartia de la següent manera: un 28,3% tenia menys de 18 anys, un 5,4% entre 18 i 24, un 25,8% entre 25 i 44, un 25,9% de 45 a 60 i un 14,6% 65 anys o més.
L'edat mediana era de 39 anys. Per cada 100 dones de 18 o més anys hi havia 86,9 homes.
La renda mediana per habitatge era de 33.333 $ i la renda mediana per família de 36.719 $. Els homes tenien una renda mediana de 28.750 $ mentre que les dones 18.269 $. La renda per capita de la població era de 14.659 $. Entorn del 6,8% de les famílies estaven per davall del llindar de pobresa.